# Ordre d'Australie
L'ordre d'Australie (en anglais : Order of Australia) est un ordre national australien d'honneur et de chevalerie établi le 14 février 1975 par Élisabeth II, alors reine d'Australie. Cet ordre honorifique et militaire distingue des personnalités tant civiles que militaires méritantes qui œuvrent pour le développement et la reconnaissance, la culture, les traditions de la nation australienne. Il succède aux honneurs anglais de la monarchie.

## Historique
L'ordre est établi par la reine Élisabeth II le 14 février 1975 dans « le but d'accorder une reconnaissance aux citoyens australiens et d'autres personnes pour des réussites ou autres services méritants ».

## Usage des honneurs et grades de distinction dans l'ordre de la nation

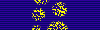
Ruban de l’ordre d’Australie (civil).

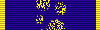
Ruban de l’ordre d’Australie (militaire).

L'ordre est utilisé pour reconnaitre et distinguer des personnalités australiennes et des citoyens du monde, civiles ou militaires, dont on a pu observer le dévouement, l'accomplissement, la volonté et le mérite en termes de services rendus à la nation australienne.
Avant l'établissement de cet ordre propre à l'Australie, les Australiens recevaient les honneurs anglais selon le même principe (forme et fond).
L'ordre est divisé en divisions générale et militaire, par ordre protocolaire décroissant, avec les grades suivants et leurs lettres post-nominales :
- Chevalier ou Dame de l'ordre de l'Australie (Knight ou Dame, lettres post-nominales / mention australienne abrégée : AK / AD) : grade accessible seulement aux personnalités civiles, créé en 1976, supprimé en 1986, rétabli en 2014, supprimé à nouveau en 2015 (les suppressions n'affectent pas les titulaires existants) ;
- Compagnon de l'ordre de l'Australie (Companion, AC) ;
- Officier de l'ordre de l'Australie (Officer, AO) ;
- Membre honoraire de l'ordre de l'Australie (Member, AM) ;
- Médaille de l'ordre de l'Australie (Medal of the Order of Australia, OAM)[1].

La personne nommée dans l'ordre peut faire suivre son patronyme des lettres post-nominales faisant référence à l'attribution.

## Les personnalités officielles de l'ordre de l'Australie
Ce sont celles qui décident de l'attribution sur proposition de nomination de personnalités méritantes dans l'Ordre de l'Australie.
Ce sont généralement les gouverneurs des différents États de la nation australienne qui présentent les candidats aux honneurs de la nation, pour des citoyens résident de leurs États respectifs.
Seul, le roi d'Australie ou le Gouverneur général d'Australie peuvent présenter l’élévation d'un candidat au grade de Compagnon de Ordre de l'Australie.

### Actuellement

La reine Élisabeth II portant l'insigne de l'ordre d'Australie.

- Chef souverain de l'ordre : Charles III (roi d'Australie)
- Chancelier et compagnon principal de l'ordre : Quentin Bryce (AC, CVO) (Gouverneur général d'Australie)
- Secrétaire de l'ordre Stephen Brady (en) (CVO) (Secrétaire officiel du gouverneur général de l'Australie (en))

### Membres royaux de l'ordre
- Charles III : chef souverain de l'ordre
- Philip Mountbatten, duc d'Édimbourg : chevalier de l'ordre (AK)

## L'AssociationOrdre de l'Australie
Le 26 janvier 1980, les récipiendaires des honneurs de l'ordre de l'Australie ont décidé de constituer en association Ordre de l'Australie ((en) : Order of Australia Association). 
L'organisation cherche à aider les membres de l'ordre dans la poursuite de leurs actions pour le développement et le maintien des cultures et traditions australiennes. 
L’organisation a tendance à augmenter la liste annuelle de ses membres honorés, surtout depuis qu'elle s'est ouverte à la nomination de personnalités étrangères à l'Australie.

## Représentation territoriale
L’Ordre de l'Australie est aussi représenté dans chaque État de la nation par son gouverneur. 
Le gouverneur d'État détient le pouvoir de proposition à la nomination dans l'ordre de l'Australie. C'est à lui que revient la décision de proposer un candidat aux honneurs de la nation. Le mérite de la suggestion d'un nom peut toutefois venir d'autres personnes proches des gouverneurs ou influentes dans l'exercice des fonctions de l'État.
Ce principe a succédé aux nominations dans les honneurs anglais délivrés avant 1975.
- Ordre royal de Victoria
- Ordre royal de Tasmanie
- Ordre royal du Queensland

…

## Quelques personnalités distinguées

### Personnalités civiles australiennes
- Sir Gordon Jackson (AK / industriel)
- Sir Roy Wright (AK / Physiologiste)
- Sir Colin Syme (AK / industriel)
- Lin Onus (AM / artiste contemporain)
- Ian Pearce (AM / pianiste, jazzman)
- John Eales (AM / rugbyman)
- Ruth Fincher (AM/ géographe)
- Marcia Langton (anthropologue et géographe)
- Bruce Dawe (poète et universitaire)
- Nouria Salehi (physicienne en médecine nucléaire)
- Lisa Blair (navigatrice)

### Personnalités militaires et d'État australiennes
- Sir John Kerr (AK / Gouverneur général 1974-1977)
- Sir Zelman Cowen (AK / Gouverneur général 1977-1982)